# Maison de Solms-Baruth
 (octobre 2024).
Solms-Baruth est le nom d'une seigneurie du Saint-Empire romain germanique, située en Basse-Lusace, et dont la famille, une branche de la Maison de Solms, put jouir des droits entre le XVIe siècle et 1945.

## Histoire

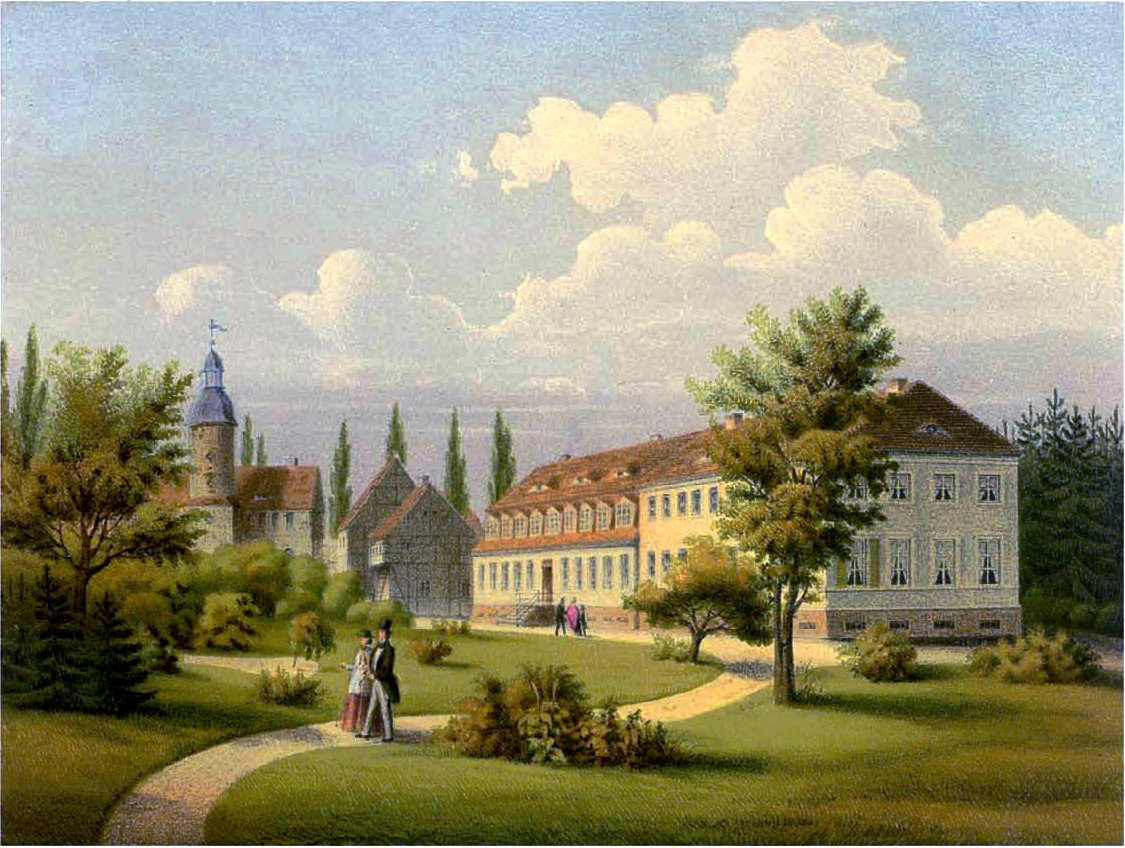
Vue du château de Baruth vers 1860 (collection Duncker)

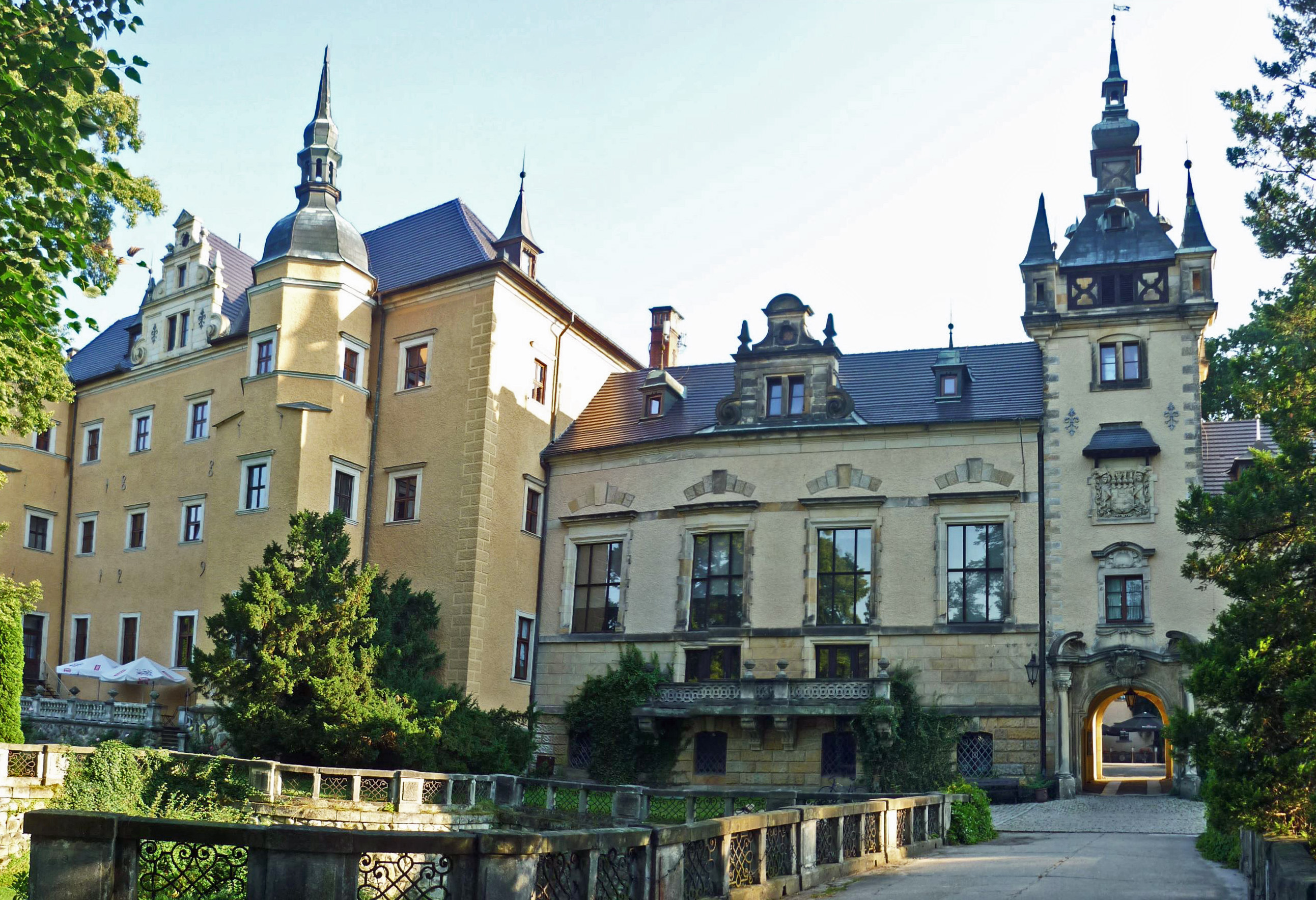
, Silésie

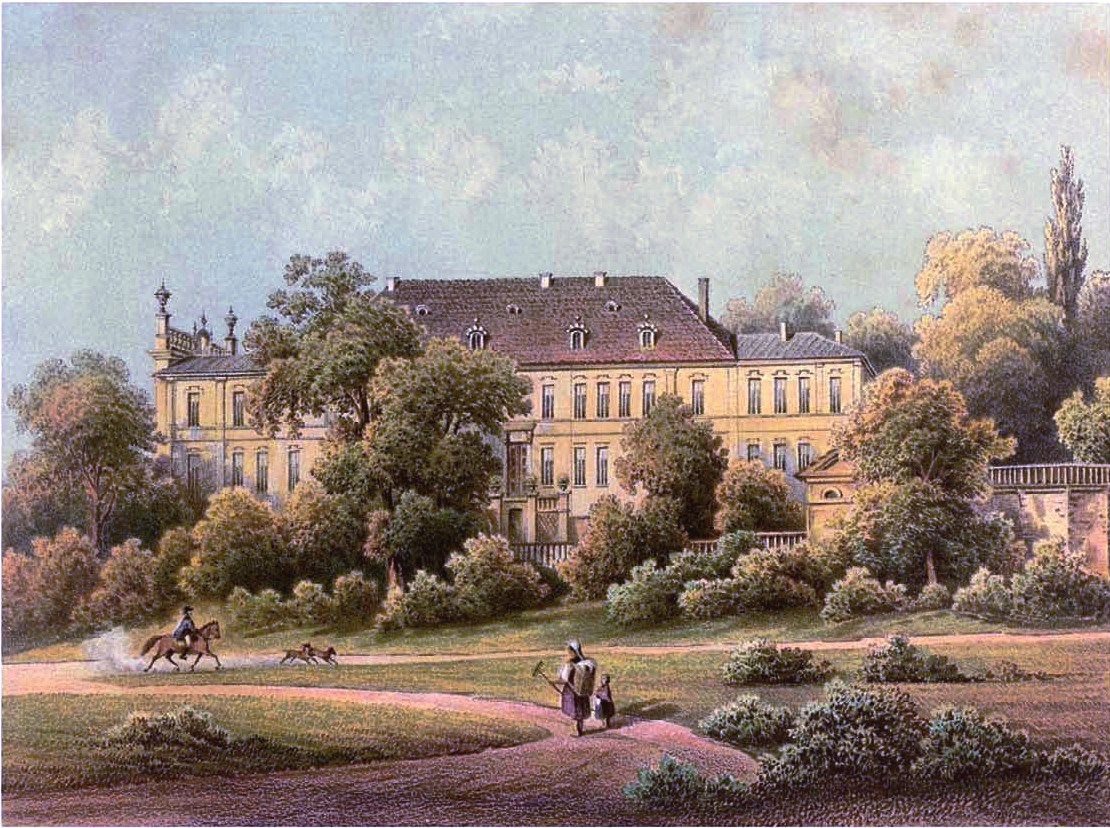
Vue du vers 1860 (collection Duncker)

L'ancienne seigneurie de Baruth (de) (aujourd'hui dans l'État de Brandebourg) est acquise en 1596 par les comtes, puis les princes de Solms. Le comte Otto zu Solms-Baruth (1560-1612) est déjà propriétaire de la seigneurie de Sonnewalde (de) en Basse-Lusace. Baruth obtient le privilège de ville au début de la guerre de Trente Ans, en 1616.
Jusqu'en 1815, la seigneurie fait partie de la Saxe. Elle ne passe au royaume de Prusse qu'après le congrès de Vienne. Le représentant de la Prusse au congrès est le prince de Hardenberg, dont l'assistant est le comte zu Solms-Sonnewalde. La seigneurie de Baruth, propriété des princes zu Solms-Baruth jusqu'en 1945, représente alors 15 000 hectares dont les dix villages faisaient partie de l'ancien district prussien de Jüterbog-Luckenwalde. Plus tard, les terres sont adjointes au district de Zossen et aujourd'hui, elles sont comprises dans l'arrondissement de Teltow-Fläming.
Baruth et son château se trouvent sur la route de Berlin à Dresde en passant par Wünsdorf, Golßen et Lübbenau. Baruth était connue comme une ville où l'on fabriquait du verre. Un musée a été installé dans une ancienne verrerie.

## Personnalités

### Seigneurs de Baruth
- Othon, comte de Solms-Sonnenwalde (1596-1612)
- Frédéric-Albert, comte de Solms-Sonnenwalde (1612-1615)
- Jean-Georges II, comte de Solms-Baruth (1615-1632)
- Jean-Georges III, comte de Solms-Baruth (1632-1696)
- Frédéric-Sigismond Ier, comte de Solms-Baruth (1696-1737)
- Frédéric-Gottlob-Henri, comte de Solms-Baruth (1737-1787)
- Frédéric-Charles-Léopold, comte de Solms-Baruth (1787-1801)
- Frédéric-Henri-Louis (de), comte de Solms-Baruth (1801-1879)
- Frédéric Ier (de) (1879-1904), comte puis prince de Solms-Baruth en 1888
- Frédéric II (de), prince de Solms-Baruth (1904-1920), député de la chambre des seigneurs de Prusse
- Frédéric III (de), prince de Solms-Baruth (1920-1945), opposant au nazisme.

### Autres personnalités
- Feodora de Solms-Baruth (1920-2006), championne d'athlétisme
- Viktoria Luise de Solms-Baruth (1921-2003), mère du prince Andreas de Saxe-Cobourg-Gotha (né en 1943), chef actuel de la maison de Saxe-Cobourg et Gotha